# 雪駄

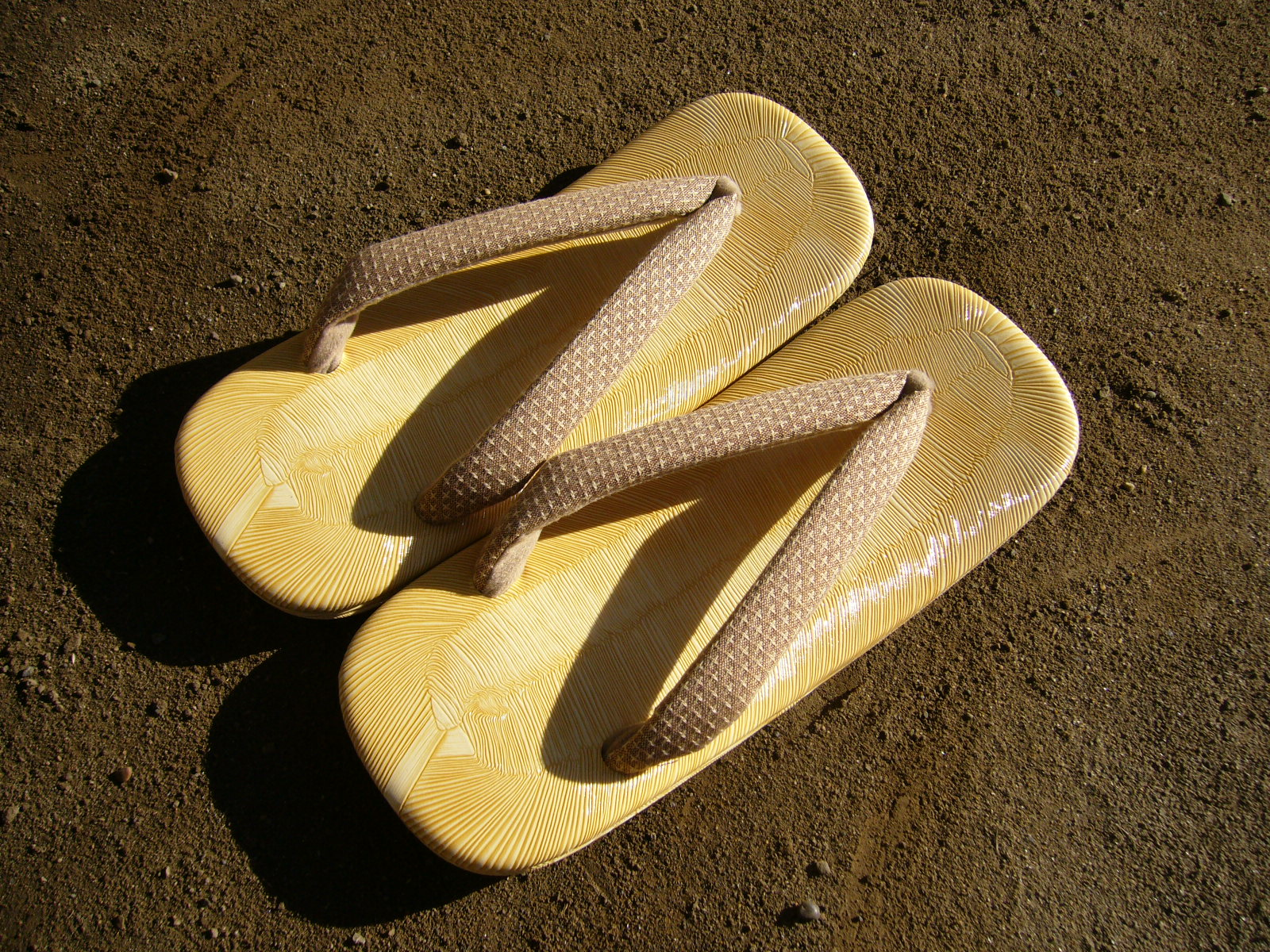
雪駄（軽装履）

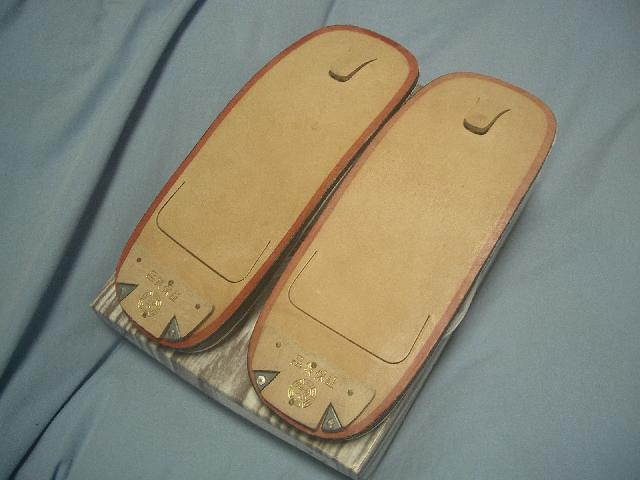
雪駄の裏 踵部分に後金が付いている

雪駄、雪踏（せった）は、竹皮草履の裏面に皮を貼って防水機能を与え、皮底の踵部分に尻鉄がついた日本の伝統的な履物（草履）の一種で、傷みにくく丈夫である。また、湿気を通しにくい。

## 歴史
諸説あるが、千利休が水を打った露地で履くためや、下駄では積雪時に歯の間に雪が詰まるため考案したとも、利休と交流のあった茶人丿貫の意匠によるものともいわれている。主に茶人や風流人が用いるものとされた。現代においては、男性が着物を着る場合は雪駄が多く用いられる。また宗教的にも、身分の高い僧侶がよく用いている
江戸時代には江戸町奉行所の同心が必ずばら緒の雪駄を履いており、「雪駄ちゃらちゃら」（後金の鳴る音）は彼らのトレードマークだった。
現在の雪駄の踵に用いられている形状は主に馬蹄型とテクタ型が殆んどであるが、江戸時代の雪駄はベタガネ型（またはチャラガネ型）という金属製の尻鉄が打ち込まれている物が一般的であり、これをチャラチャラと鳴らしながら履くのが粋とされた。ところが、このベタガネは非常に音が響きやすい材質であり、金属製なこともあって「音が煩い」「滑りやすい」「傷がつきやすい」などの問題点も同時に指摘されていた。そのような理由により、長い年月を経て改良がなされて現在のような馬蹄型とテクタ型に進化していったという経緯がある。現在、ベタガネ型雪駄を購入するのは難しいが、一部の履物店で積極的に取り扱っている例もある（「丸屋」や「魁!!雪駄塾」など）。
かつては愛知県津島市が全国の雪駄生産の半分強を占めていたが、2010年の第一人者的職人の死去に伴って製作所が閉鎖されたため、今後はシェアの変動も考えられる。
近年では、雪駄表を模した型押しビニール表に鼻緒を固定し、革や合成底を接着した、軽装草履や軽装履と呼ばれる履物が出回っているが、これらの造りは雪駄よりもヘップサンダルに近く、主にカジュアルな洋装にあわせる履物として普及している。

## 大相撲における雪駄
大相撲の力士は、三段目以上に上がらなければ雪駄を履くことを許されず、序二段以下は下駄（素足）となる。同じ雪駄を履ける力士でも、三段目は素足にエナメル製の雪駄、幕下は黒い足袋にエナメル製の雪駄、十両以上（関取）は白い足袋に畳敷きの雪駄となる。

## 雪駄と健康
雪駄は靴と違い、足を包み込まない構造のため、子供が雪駄を履いていると足が幅広く成長し、体が安定しやすくなる。足指を圧迫しないため、外反母趾にもならない。また足が蒸れないため足白癬にもなりにくい。多湿な日本に適した履物である。